# افسانه تحریف قرآن
افسانه تحریف قرآن (به عربی: أکذوبة تحریف القرآن بین الشیعة و السنة) کتابی از رسول جعفریان است که به زبان عربی تألیف شده‌است. این کتاب با عنوان افسانه تحریف قرآن به زبان فارسی و زبان انگلیسی نیز ترجمه شده‌است.

## محتوا
این کتاب که به صورت موجز به موضوع تحریف قرآن پرداخته و احادیثی را که در آثار اسلامی وارد شده و باعث شده که توهم تحریف قرآن به وجود بیاید ارزیابی می‌کند. جعفریان در ابتدا ادله کلی مبنی بر عدم تحریف قرآن را بیان و پس از آن به روایاتی که از جانب شیعه و سنی نقل شده و موجب توهم تحریف قرآن شده را بررسی می‌کند. او در زمان تبیین روایات، آنان را جزو اخبار واحد و اخبار ضعیفی می‌شمارد که توانایی مقابله با روایات متواتر دربارهٔ عدم تحریف قرآن را ندارد. همچنین نقل برخی از این روایات را از غالیان و کسانی که از مذهب تشیع منحرف شدند می‌داند.

## ساختار
کتاب حاضر مشتمل بر یک مقدمه و نه فصل می‌باشد. در فصل اول به معنای لغوی و اصطلاحی تحریف، در فصل دوم به ادله عدم تحریف قرآن، در فصل سوم به گردآوری قرآن در زمان پیامبر اسلام و در فصل چهارم به موضوع اهل سنت و تحریف قرآن پرداخته شده‌است. همچنین جعفریان در فصل پنجم این کتاب به مبحث تحریف قرآن و روایات شیعه و در فصل ششم به موضوع علمای شیعه و تحریف می‌پردازد. ماجرای مصحف علی ابن ابی طالب و مصحف فاطمه زهرا موضوع فصل هفتم و تحریف قرآن نزد غلات و برخی از اخباریون و همچنین فصل‌الخطاب در تحریف قرآن، موضوع فصل‌های هشتم و نهم این کتاب است.

## ترجمه
این کتاب با عنوان افسانه تحریف قرآن به زبان فارسی ترجمه شده‌است. مترجم در ترجمه کتاب، مقدمه‌ای از طرف خودش اضافه و تغییراتی را نیز در ساختار کتاب مثل ادغام فصل اول و دوم در یک فصل ایجاد کرده‌است. این کتاب به زبان انگلیسی نیز ترجمه شده‌است.